# Тиличеев, Николай Павлович
Никола́й Па́влович Тиличе́ев (1810 — после 1850) — директор Демидовского лицея (1848—1850).

## Биография
Родился в 1810 году; происходил из дворян Тульской губернии. Образование получил домашнее.
В 1827 году поступил на службу юнкером в лейб-гвардии Егерский полк, где дослужился до чина капитана. В 1834 году переведён в Петрозаводский внутренний гарнизонный батальон, а вскоре назначен был адъютантом при генерале 3-го округа внутренней стражи.
30 мая 1837 года Тиличеев уволен был с военной службы и определён в гражданскую с чином титулярного советника. С 1839 года состоял на службе в корпусе лесничих, лесным ревизором в Черниговской, потом в Тульской губерниях. 8 марта 1848 года Тиличеев вновь уволился от службы.
6 ноября того же года он был назначен вместо П. В. Голохвастова директором ярославского Демидовского лицея с чином коллежского асессора. Историк лицея К. Д. Головщиков замечает, что «службы в Ярославле Тиличеев добился потому только, что в это время брат его был в Ярославле же управляющим палатой государственных имуществ».
Прослужив в качестве директора полтора года, Тиличеев 8 июня 1850 года перемещён был в Министерство народного просвещения чиновником особых поручений VІ класса. О дальнейшей деятельности Тиличеева сведений не имеется.